# Pamphagus batnensis
Pamphagus batnensis is een rechtvleugelig insect uit de familie Pamphagidae. De wetenschappelijke naam van deze soort is voor het eerst geldig gepubliceerd in 2012 door Benkenana & Petit.